# Marie Uchytilová

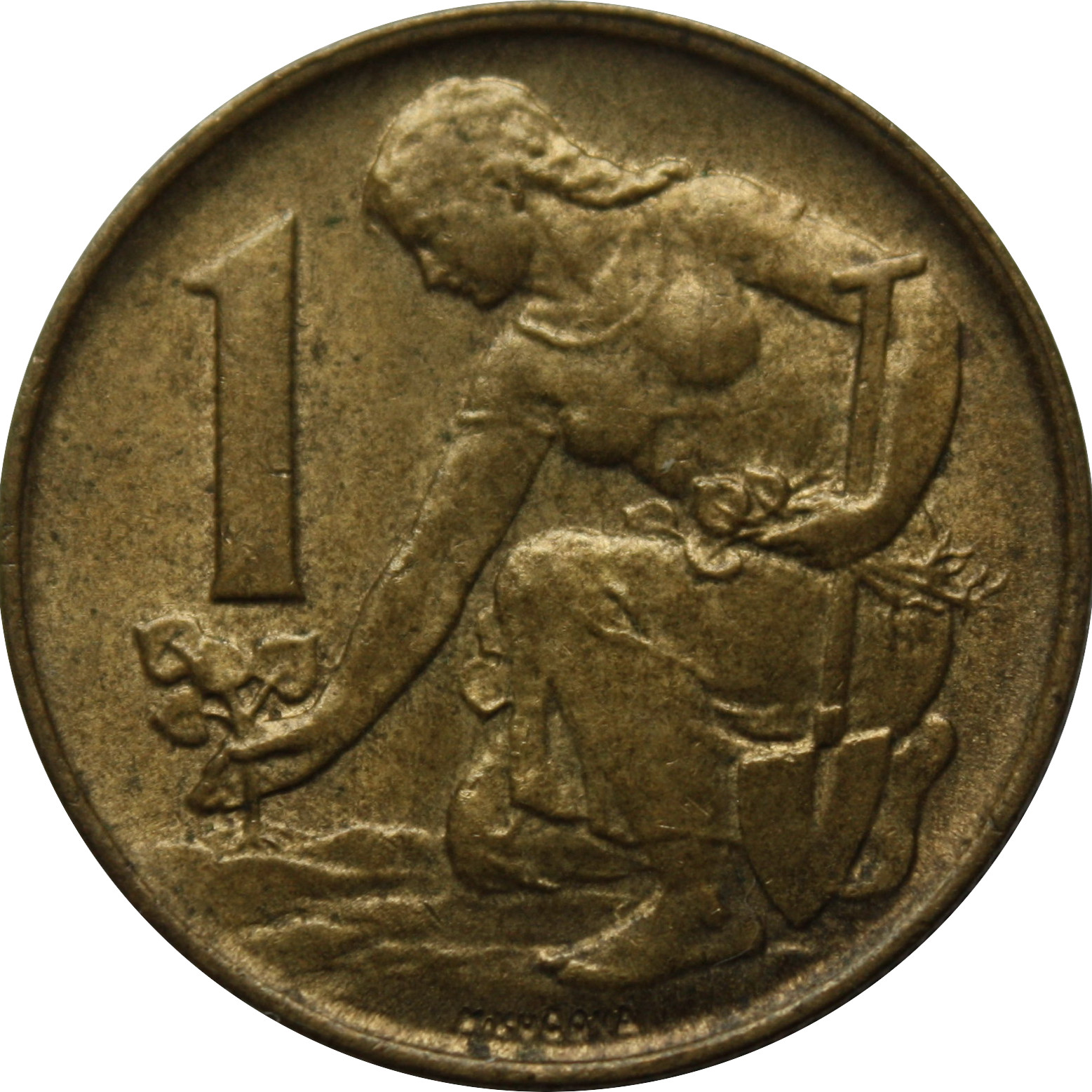
La moneta progettata da Marie Uchytilová.

Marie Uchytilová-Kučová (Kralovice, 17 gennaio 1924 – Praga, 16 novembre 1989) è stata una scultrice e progettista di medaglie ceca che ha creato il Memoriale per i bambini di Lidice e ha progettato la moneta cecoslovacca a corona singola in circolo nel Paese dal 1957 al 1993.

## Biografia
Uchytilová nacque a Kralovice, in Cecoslovacchia, figlia di un impiegato. Dal 1945 al 1950 studiò con Otakar Španiel all'Accademia di Belle Arti di Praga. Nel 1956 vinse un concorso pubblico per progettare la moneta da una corona cecoslovacca, basando in segreto l'effigie della giovane donna ritratta su una prigioniera detenuta dal governo comunista ceco. Uchytilová insegnò alla scuola d'arte Vaclav Hollar di Praga, città nella quale morì.

## Memoriale per i bambini di Lidice
Alla fine degli anni '60, di propria iniziativa, Uchytilová e suo marito, Jiří V. Hampl, iniziarono a lavorare a un Memoriale per i bambini di Lidice, un villaggio ceco distrutto dai nazisti durante la seconda guerra mondiale. Il memoriale raffigura 82 bambini uccisi nel campo di sterminio nella città polacca di Chełmno. Uchytilová decise di non ritrarre esplicitamente i bambini della città perché intendeva commemorare tutti i bambini vittime di guerra. Quando Uchytilová morì nel 1989, il giorno precedente la Rivoluzione di velluto del 17 novembre, la sua opera restò incompiuta. Negli anni '90 la città danese di Albertslund e altri investitori, per lo più stranieri, fecero una donazione per realizzare la scultura in bronzo. Le prime trenta statue furono installate a Lidice nel 1995 e le ultime furono inaugurate il 10 giugno 2000, trent'anni dopo che Uchytilová aveva iniziato il suo lavoro e undici anni dopo la sua morte. Le sculture dei bambini si trovano in prossimità delle fosse comuni di Lidice.
Nel 2013, il presidente ceco Miloš Zeman lo ha definito "il monumento più bello e più triste che abbia mai visto" e ha conferito a Uchytilová un premio postumo.

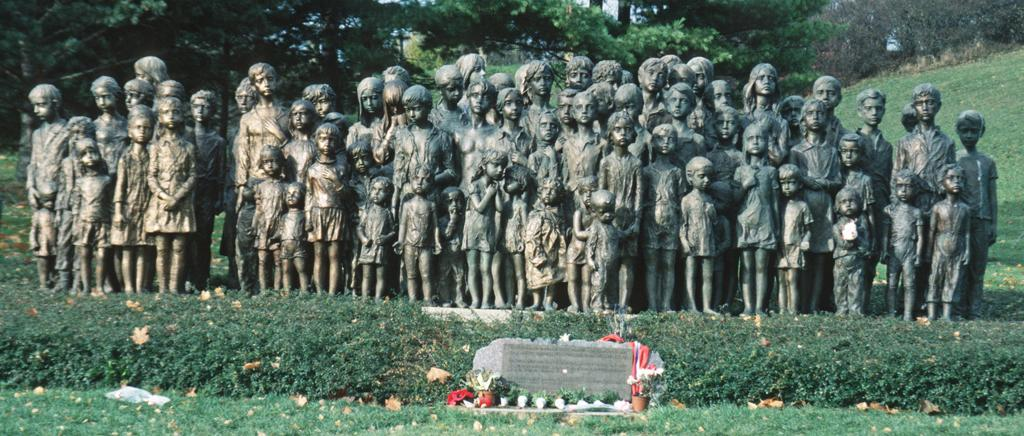